# Wydrzyn (województwo zachodniopomorskie)
Wydrzyn (niem. Eichwerder) – nieistniejąca kolonia w Polsce położona w województwie zachodniopomorskim, w powiecie choszczeńskim, w gminie Krzęcin. W latach 1975–1998 miejscowość administracyjnie należała do województwa gorzowskiego.